# Millî Güvenlik Kurulu

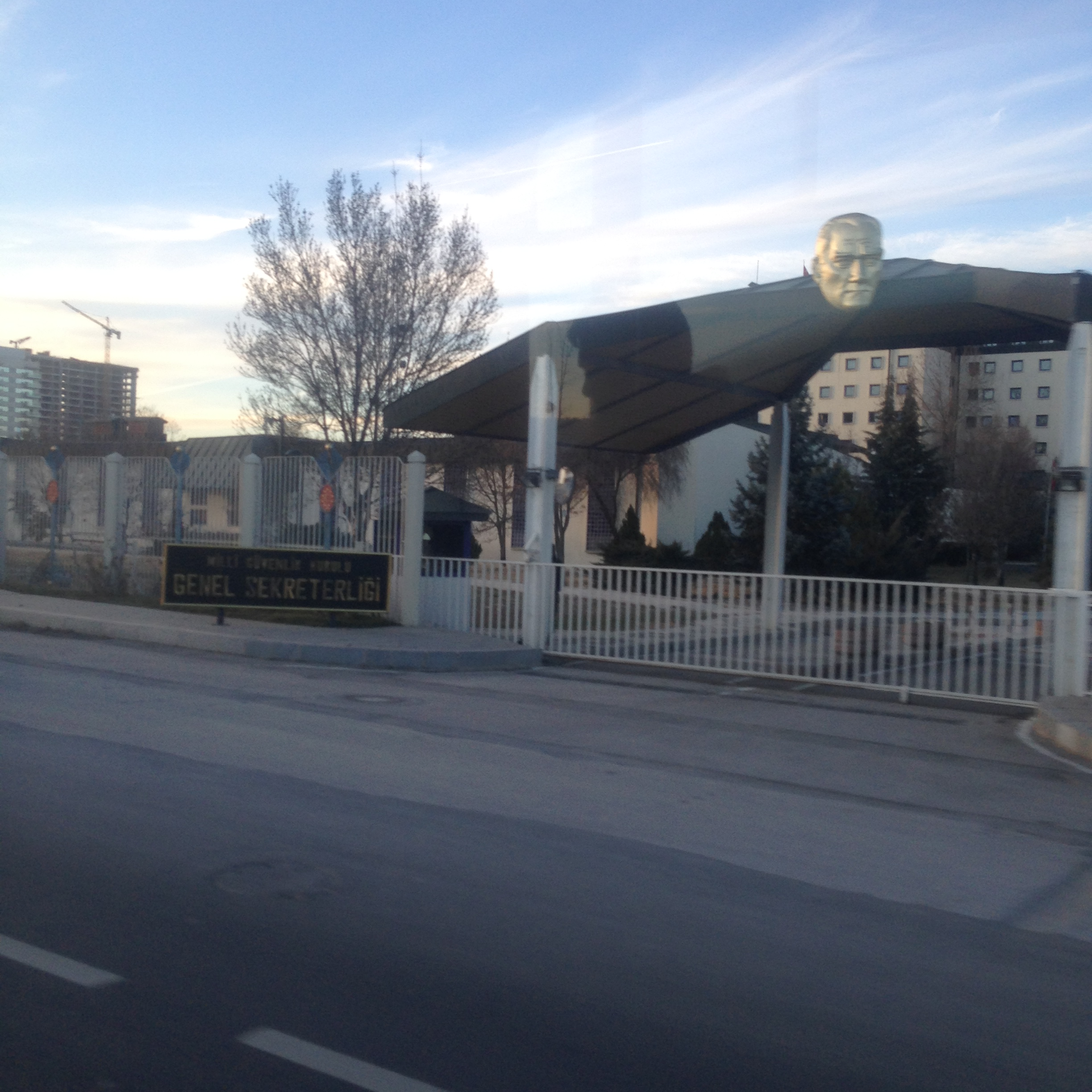
Nationaler Sicherheitsrat, Ankara

Der Millî Güvenlik Kurulu (MGK; deutsch „Nationaler Sicherheitsrat“) ist ein politisch-militärisches Gremium in der Türkei. Es hat beratende Funktion. Ähnliche Gremien mit wechselnden Bezeichnungen und Kompetenzen gab es seit 1933.

## Geschichte
Erstmals wurde unter der Bezeichnung Yüksek Müdafaa Meclisi („Hoher Verteidigungsrat“) im Jahre 1933 ein politisch-militärisches Gremium gebildet. Gemäß der Verfügung 14433 bestand der Verteidigungsrat aus Staatspräsident, Ministerpräsident, Generalstabschef und den Kabinettsmitgliedern. Im Jahre 1949 folgte dann nach Maßgabe des Gesetzes Nr. 5399 der Millî Savunma Yüksek Kurulu („Hoher Rat für Nationale Verteidigung“). Dieser Rat bestimmte die Grundzüge der Sicherheitspolitik. Ihm gehörten nur noch ausgewählte Minister an.
Nach dem Militärputsch von 1960 legte die neue Verfassung Bezeichnung und Kompetenzen des Sicherheitsrates neu fest. Der Rat erhielt die heutige Bezeichnung Millî Güvenlik Kurulu.
Nach dem Militärputsch in der Türkei 1980 übernahm ein Nationaler Sicherheitsrat mit der Bezeichnung Millî Güvenlik Konseyi die Macht. Er bestand aus den militärischen Mitgliedern (einschließlich des Kommandeurs der Gendarmerie) des ursprünglichen Nationalen Sicherheitsrates und führte die Regierungsgeschäfte bis zum 6. Dezember 1983. Der Nationale Sicherheitsrat bestand aus dem Generalstabschef Kenan Evren und den Kommandeuren der Teilstreitkräfte. Zivilisten waren nicht beteiligt. Nach der Übergabe an eine zivile Regierung wurde gemäß Art. 118 der Türkischen Verfassung von 1982 erneut ein Nationaler Sicherheitsrat eingerichtet. Dieser Rat erhielt die heutige Bezeichnung und hatte erheblichen Einfluss. Er tagte monatlich. Mitglieder waren der Staatspräsident, Ministerpräsident, Verteidigungsminister, Außenminister, Generalstabschef und die Kommandeure der Teilstreitkräfte. Der Nationale Sicherheitsrat bestimmte die Grundzüge der türkischen Sicherheitspolitik. Der Rat verfügt über ein Generalsekretariat, das dem Premierministerium zugeordnet ist.
Nach einer Verfassungsänderung im Jahre 2003 wurde der Einfluss der türkischen Streitkräfte zurückgedrängt. Dem Gremium gehören seitdem zusätzlich noch die stellvertretenden Ministerpräsidenten und auch der Justiz- und der Innenminister an. Damit hat die zivile Politik eine deutliche Mehrheit im Rat. Die "vorrangig" zu beachtenden Empfehlungen wurden auf "Empfehlungen" zurückgestutzt, die der Rat der Regierung geben darf. Das Zusammentreten des Rates wurde von monatlich auf zweimonatlich herabgesetzt. Dem Generalstabschef ist die Befugnis entzogen werden, den Zusammentritt des Rates zu verlangen. Das Generalsekretariat wurde mit der Änderung unter zivile Kontrolle gestellt, nachdem bis 2003 der Behördenchef ein General sein musste. Allein wenn Präsident und Ministerpräsident (ab 2019 nur noch der Präsident) einen Offizier zum Behördenchef bestellen, müssen sie eine Stellungnahme des Generalstabschefs einholen.
Nach dem gescheiterten Militärputsch vom Juli 2016 und im Zuge der Verfassungsänderung vom April 2017 wurde auch die Zusammensetzung des Sicherheitsrates geändert. Statt des Ministerpräsidenten und seiner Stellvertreter sind nun die Vizepräsidenten Mitglieder des Sicherheitsrates. Ausgeschieden ist der Oberbefehlshaber der Jandarma, nachdem diese nach dem Putsch vollständig ihrer Eigenschaft als Teilstreitkraft entkleidet wurde und gänzlich dem Innenministerium unterstellt wurde.

## Kompetenzen
Der Millî Güvenlik Kurulu hat gemäß der Verfassung beratende Funktion. Artikel 118 bestimmt

„Der Nationale Sicherheitsrat teilt dem Ministerrat seine Empfehlungsbeschlüsse bezüglich der Bestimmung, Festlegung und Anwendung der nationalen Sicherheitspolitik des Staates und zur Gewährleistung der notwendigen Koordination seine Ansichten mit. Die Beschlüsse zu Maßnahmen, die zu treffen der Rat im Hinblick auf den Schutz der Existenz und Unabhängigkeit des Staates, der Einheit und Unteilbarkeit des Landes, des Wohls und der Sicherheit der Gemeinschaft für notwendig hält, werden vom Ministerrat in seine Erwägungen einbezogen.“